# صحراء زرقاء (فلم)
صحراء زرقاء (بالإنجليزية: Desert Blue) هو فيلم كوميدي تم إنتاجه في الولايات المتحدة وصدر في سنة 1998. من بطولة كيت هدسون وكيسي أفليك وسارة جيلبرت وكرستينا ريتشي.

## القصة
تضطر الممثلة الشابة «سكاي» إلى البقاء عدة يوم في بلدة صحراوية صغيرة مع والدها، وهناك تقابل أنماطًا غريبة من السكان، فهناك فتاة تهوى تفجير القنابل، وفتى يحاول تحقيق حلم والده ببناء متزلق مائي في الصحراء

## وصلات خارجية
- صحراء زرقاء على موقع IMDb (الإنجليزية)
- صحراء زرقاء على موقع روتن توميتوز (الإنجليزية)
- صحراء زرقاء على موقع نتفليكس (الإنجليزية)
- صحراء زرقاء على موقع قاعدة بيانات الأفلام العربية
- صحراء زرقاء على موقع ألو سيني (الفرنسية)
- صحراء زرقاء على موقع Turner Classic Movies (الإنجليزية)
- صحراء زرقاء على موقع أول موفي (الإنجليزية)
- صحراء زرقاء على موقع بوكس أوفيس موجو (الإنجليزية)
- صحراء زرقاء على موقع فيلمافينيتي (الإسبانية)
- صحراء زرقاء على موقع قاعدة بيانات الفيلم (الإنجليزية)